# Dachser

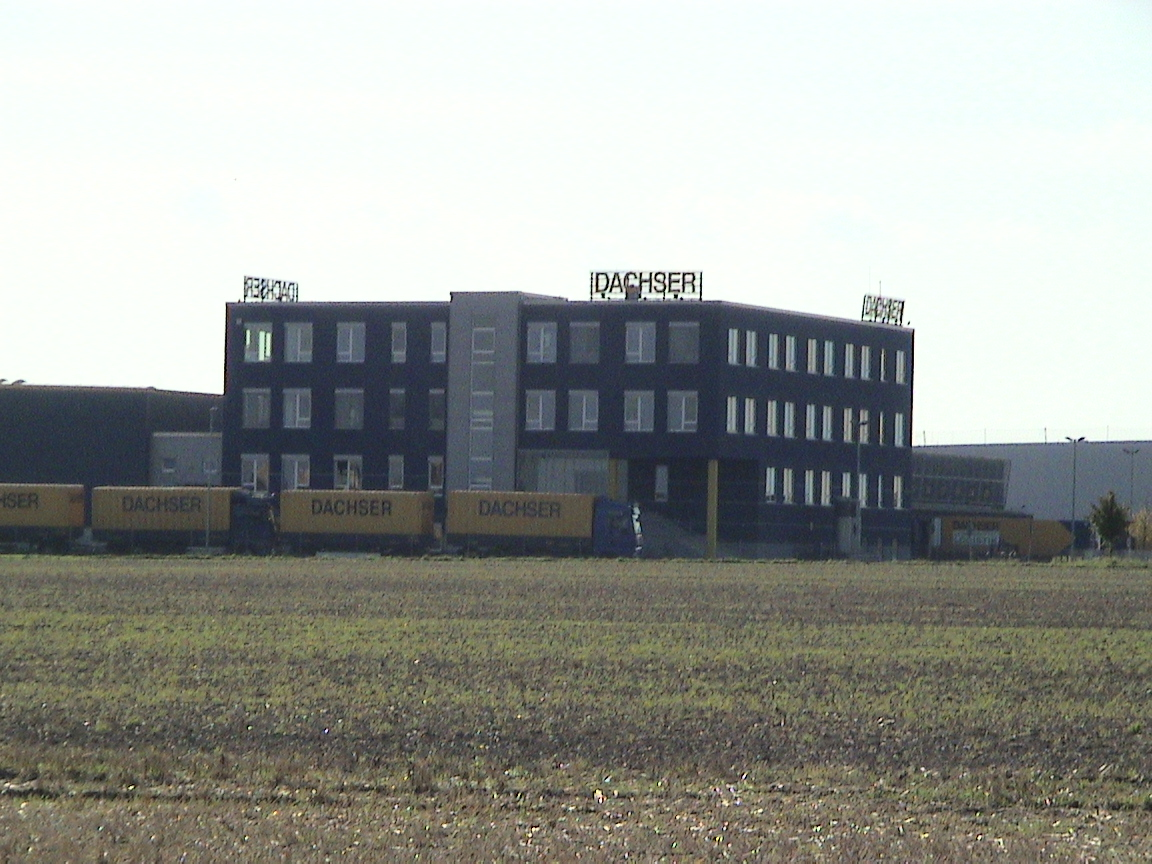
Представительство Даксер в Ганновере.

Да́ксер (нем. Dachser) — немецкая экспедиторская компания. Была основана в 1930 году, в городе Кемптен. Основателем компании является Томас Даксер. Главный исполнительный директор — Бернхард Зимон, который, приходясь внуком основателю компании, является представителем третьего поколения семьи, которой принадлежит компания.

## История
Компания была создана в 1930 году Томасом Даксером (13 марта 1906, Хальденванг (Швабия) — 11 апреля 1979, Мюнхен).
С 2005 года фирмой владеет Бернхард Зимон (Bernhard Simon) — внук Томаса Даксера.